# Great Scott! (альбом, 1959)
Great Scott! — дебютный студийный альбом американской джазовой органистки Ширли Скотт, выпущенный в 1959 году на лейбле Prestige Records. Альбом был записан в составе трио: Скотт играла на органе, в качестве лидера, Джордж Дювивье на бас-гитаре и Артур Эджхилл на барабанах.

## Отзывы критиков
| Оценки критиков                   | Оценки критиков |
| Источник                          | Оценка          |
| --------------------------------- | --------------- |
| AllMusic                          | [ 1 ]           |
| The Encyclopedia of Popular Music | [ 2 ]           |

Ричи Унтербергер в обзоре AllMusic отметил, что альбом стал заметным вкладом Скотт в популяризацию органа в джазовом формате, и что здесь она демонстрирует великолепное владение инструментом, исполняя энергичные и зажигательные композиции, баллады, мелодии в латиноамериканском стиле и блюзовые ритмы.

## Список композиций
1. «Brazil» (Ари Баррозу) — 2:26
2. «The Scott» (Ширли Скотт) — 3:05
3. «Cherokee» (Рей Нобл) — 5:19
4. «Nothing Ever Changes My Love for You» (Марвин Фишер, Джек Сигал) — 4:36
5. «Trees» (Джойс Килмер, Оскар Расбах) — 6:57
6. «All of You» (Коул Портер) — 3:20
7. «Goodbye» (Гордон Дженкинс) — 5:00
8. «Four» (Майлз Дэвис) — 3:53

## Участники записи
- Ширли Скотт — орган Хаммонда
- Джордж Дювивье[англ.] — бас-гитара
- Артур Эджхилл[англ.] — барабаны
- Руди Ван Гельдер[англ.] — запись
- Айра Гитлер — примечания

Данные взяты из примечаний к альбому.